# LIFE (A.F.R.Oのアルバム)
『LIFE』はA.F.R.Oのインディーズのミニアルバム。トイズファクトリーから2008年5月10日に発売された。

## 収録曲
1. 渚のマーメイド [5:54]
  - 作詞・作曲 : A.F.R.O
2. ライフ [6:47]
  - 作詞・作曲 : A.F.R.O
3. Jumble [4:17]
  - 作詞・作曲 : A.F.R.O
4. 日常 [4:44]
  - 作詞・作曲 : A.F.R.O
5. このままで [6:26]
  - 作詞・作曲 : A.F.R.O
6. 渚のマーメイド (garden remix) [6:40]
  - 作詞・作曲 : A.F.R.O